# Ivieolus brooksi
Ivieolus brooksi är en skalbaggsart som beskrevs av Henry Fuller Howden och Gill 2000. Ivieolus brooksi ingår i släktet Ivieolus och familjen Hybosoridae. Inga underarter finns listade i Catalogue of Life.